# The Simpsons. La vera storia della famiglia più importante del mondo
(Wesley Archer, ex-animatore e regista de "I Simpson")
The Simpsons. La vera storia della famiglia più importante del mondo è un saggio che racconta della genesi ed evoluzione della serie televisiva animata americana The Simpsons. Scritto da John Ortved e pubblicato per la prima volta negli Stati Uniti nell'ottobre 2009 (del 2009 è anche la prima edizione italiana, a opera della casa editrice Isbn), questo libro è un vero e proprio racconto orale della nota sitcom, che raccoglie al suo interno numerose interviste ai vari membri dello staff che è stato - e in alcuni casi tuttora sta - dietro la creazione delle avventure della famiglia di Springfield.
La premessa del libro è stata scritta dall'autore canadese Douglas Coupland.

## Origini
Nel 2007, John Ortved scrisse un articolo per il settimanale Vanity Fair intitolato Simpson Family Values. Si trattava di una raccolta di interviste a sceneggiatori e produttori de I Simpson. Stando a quanto racconta Ortved, alcuni produttori preferirono non collaborare alla stesura di quell'articolo in seguito a domande dirette da parte di Ortved circa Sam Simon. Simon è stato uno dei primi produttori esecutivi della serie animata, che abbandonò al termine della quarta stagione in seguito ad alcune divergenze con l'ideatore della serie, Matt Groening, e un altro produttore esecutivo James L. Brooks. Nonostante la mancata collaborazione da parte di importanti produttori de I Simpson, Ortved decise comunque di scrivere il suo articolo.
Poco dopo la pubblicazione dell'articolo, un agente letterario suggerì a Ortved di trasformare quella breve raccolta di interviste in un vero e proprio libro: l'idea piacque alla casa editrice Faber and Faber, che accettò di pubblicare il manoscritto una volta ultimato. Secondo Ortved, quando Brooks venne a sapere di quel progetto chiese esplicitamente a tutti coloro che lavoravano o avevano lavorato in passato al cartone di non rilasciare alcuna intervista a Ortved. La richiesta di Brooks, a patto che vi sia realmente stata, non sortì un grande effetto: il libro di Ortved, infatti, contiene interviste a oltre 75 membri dello staff (presente e passato) de I Simpson.

## Contenuti
The Simpsons: La vera storia della famiglia più importante del mondo si concentra particolarmente sugli sceneggiatori e i produttori de "I Simpson". Il libro contiene interi capitoli dedicati a figure chiave come Matt Groening, James L. Brooks e Sam Simon. In sostanza, la tesi che Ortved porta avanti è quella secondo cui il successo mondiale di questa serie animata è stato ed è tuttora frutto del lavoro di tantissime persone che vi lavorano e vi hanno lavorato, mentre troppo spesso gran parte del merito è stato dato al solo creatore Matt Groening.

### Interviste
Matt Groening, James L. Brooks e Sam Simon hanno rifiutato di collaborare con Ortved nella stesura del suo libro, tuttavia il testo contiene numerose interviste che essi avevano rilasciato in altre occasioni. Ortved ha affermato che gli sarebbe piaciuto molto poter intervistare Dan Castellaneta, il doppiatore che dà la voce a Homer Simpson, ma non c'è riuscito. Rupert Murdoch, magnate proprietario della Fox Broadcasting Company, ha invece accettato di rilasciare un'intervista.
Tra le altre persone che hanno accettato di essere intervistate da Ortved ricordiamo:
- Hank Azaria (doppiatore)
- Brad Bird (ex consulente esecutivo della serie)
- Gábor Csupó (produttore esecutivo dell'animazione dal 1989 al 1992)
- Barry Diller (amministratore delegato della Fox)
- Brent Forrester (sceneggiatore)
- Charlie Goldstein (ex vicepresidente esecutivo della Fox)
- Jay Kogen (sceneggiatore)
- Conan O'Brien (sceneggiatore)
- Brian K. Roberts (sceneggiatore, montatore e coordinatore della postproduzione dal 1989 al 1992)
- Art Spiegelman (premio Pulitzer per i fumetti Maus e Maus II)
- Josh Weinstein (sceneggiatore e produttore esecutivo)

## Edizioni
- John Ortved, The Simpsons: La vera storia della famiglia più importante del mondo, traduzione di Elisabetta Nifosi, Paola Pavesi, Daniele Viezzer, Paola Zanacca, I ed., Isbn Edizioni, 2009,  p. 313, ISBN 978-88-7638-152-2.